# Carum polyphyllum
Carum polyphyllum är en flockblommig växtart som beskrevs av Pierre Edmond Boissier och Benedict Balansa. Carum polyphyllum ingår i släktet kumminsläktet, och familjen flockblommiga växter. Inga underarter finns listade i Catalogue of Life.